# Bailleul-la-Vallée
Bailleul-la-Vallée ist eine französische Gemeinde mit 97 Einwohnern (Stand 1. Januar 2022) im Département Eure in der Region Normandie (vor 2016 Haute-Normandie). Sie gehört zum Arrondissement Bernay und zum Kanton Beuzeville. Die Einwohner werden Bailleullois genannt.

## Geografie
Bailleul-la-Vallée liegt etwa 23 Kilometer nordwestlich von Bernay im Pays d’Auge an der Calonne. Umgeben wird Bailleul-la-Vallée von den Nachbargemeinden Morainville-Jouveaux im Norden, Fresne-Cauverville im Osten, Saint-Aubin-de-Scellon im Südosten, Fontaine-la-Louvet im Süden, Piencourt im Südwesten sowie Asnières im Westen.

## Bevölkerungsentwicklung
| 1962                      | 1968 | 1975 | 1982 | 1990 | 1999 | 2006 | 2019 |
| ------------------------- | ---- | ---- | ---- | ---- | ---- | ---- | ---- |
| 150                       | 120  | 134  | 145  | 119  | 122  | 134  | 102  |
| Quelle: Cassini und INSEE |      |      |      |      |      |      |      |

## Sehenswürdigkeiten
- Kirche Notre-Dame aus dem 12./13. Jahrhundert
- Pfarrhaus aus dem 17. Jahrhundert
- Burg aus dem 12. Jahrhundert
- Herrenhaus La Rivière aus dem 16. Jahrhundert

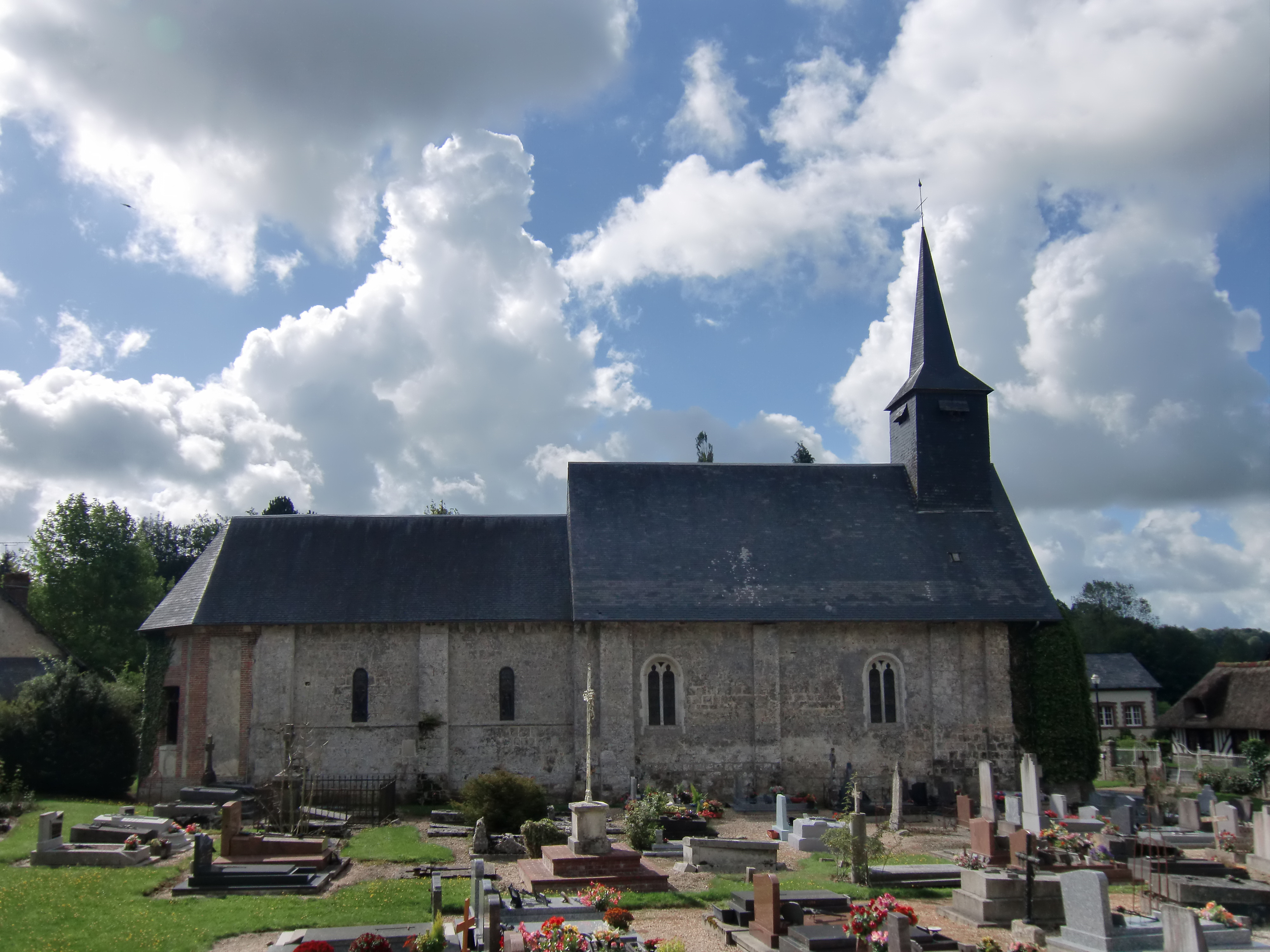
Kirche Notre-Dame

- Mühle